# Biblisch-Archäologisches Institut Wuppertal
Das Biblisch-Archäologische Institut Wuppertal (BAI) wurde 1999 von der Evangelischen Kirche im Rheinland gegründet. Es ist ein Institut der Kirchlichen Hochschule Wuppertal und ein An-Institut der Bergischen Universität Wuppertal mit Promotionsrecht an beiden Hochschulen. Für die notwendige finanzielle Ausstattung des Instituts sorgt ein Freundeskreis (e. V.).

## Wissenschaftliche Ziele
Vier wissenschaftliche Schwerpunkte werden seit 1999 verfolgt:
- Ausgrabungsprojekte (besonders im östlichen Mittelmeerraum)
- Anwendung moderner Methoden in der Archäologie – zum Beispiel Geophysik (Geoelektrik mit Tomografie; Geomagnetik; Georadar) und terrestrische Photogrammetrie
- Archäometrie (chemische und mineralogische Keramikuntersuchungen; Nachbrennversuche); Ziel ist es, eine Technikgeschichte der Keramikherstellung im Zielgebiet zu schreiben
- Experimentelle Archäologie (Herstellung von keramischen Repliken in historisch korrekten Verfahren).

## Diverse Projekte
Das Institut hat in den vergangenen Jahren Ausgrabungen und geophysikalische Prospektionen in Italien, Griechenland, Israel und im Haschemitischen Königreich Jordanien durchgeführt.
- Villa Adriana (Italien) 2002–2004
- geophysikalische Prospektion in Olympia (Griechenland) 2001
- Esch-Schallaf (Jordanien) 1998–1999
- Ba'ja I bei Petra (Jordanien) 1999
- Sal (Jordanien) 1999–2000

## Archäologische Hauptprojekte

### Das Gadara Region Project und der Tall Zira'a

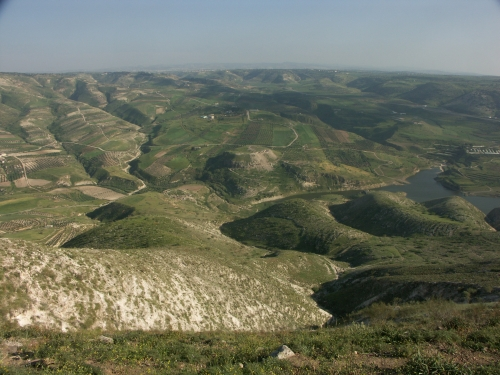
Das Wadi el-'Arab mit dem Tall Zira'a 2007
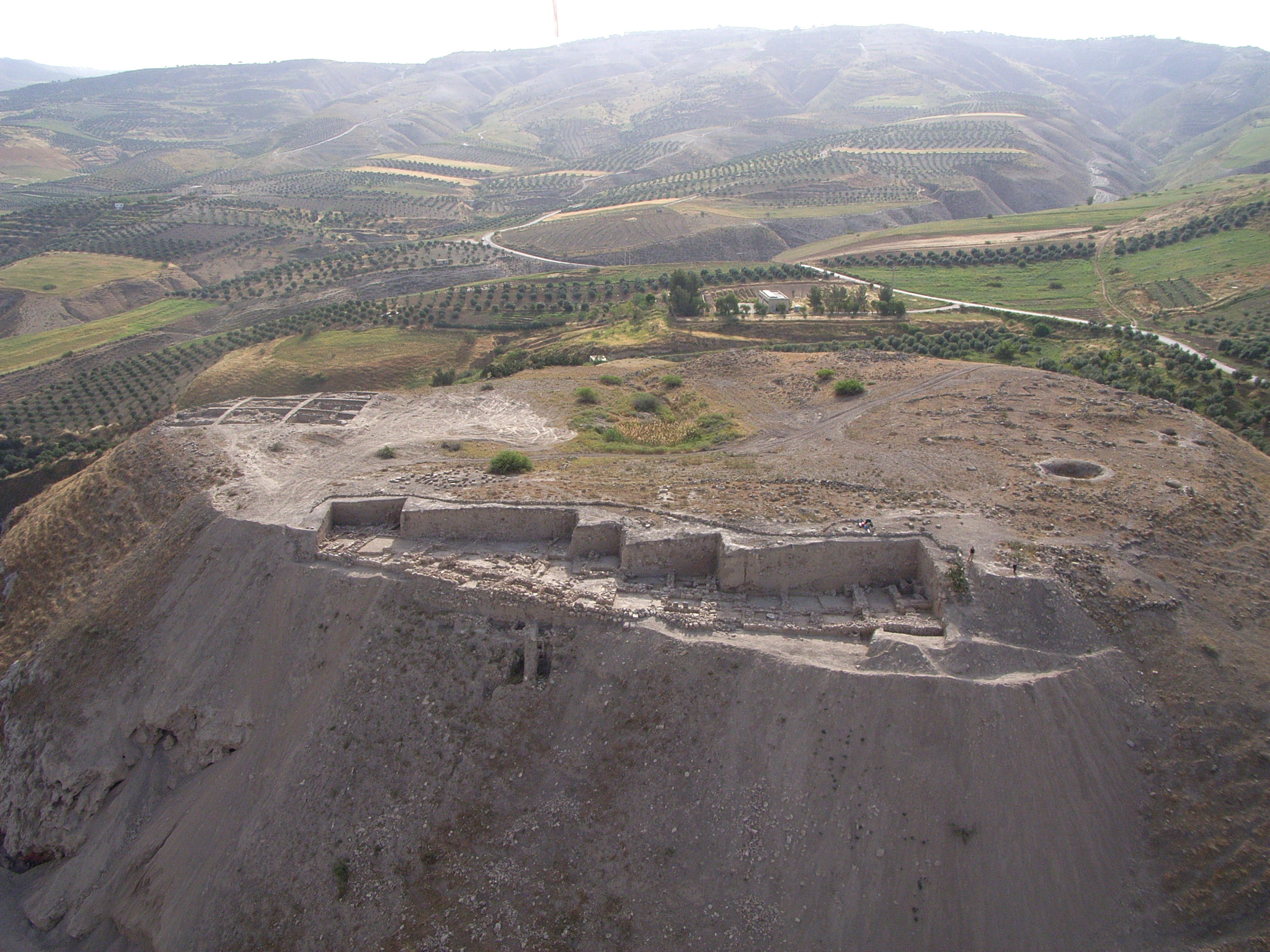
Der Tall Zira'a im Frühjahr 2008
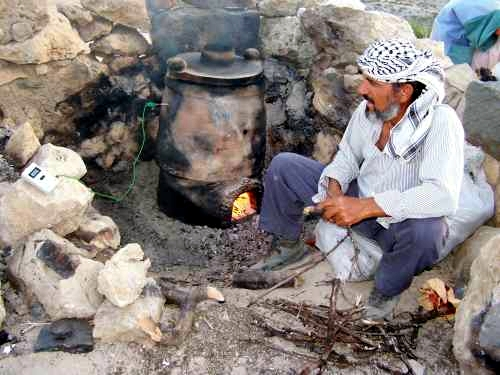
Experimentelle Archäologie am Tall Zira'a 2006
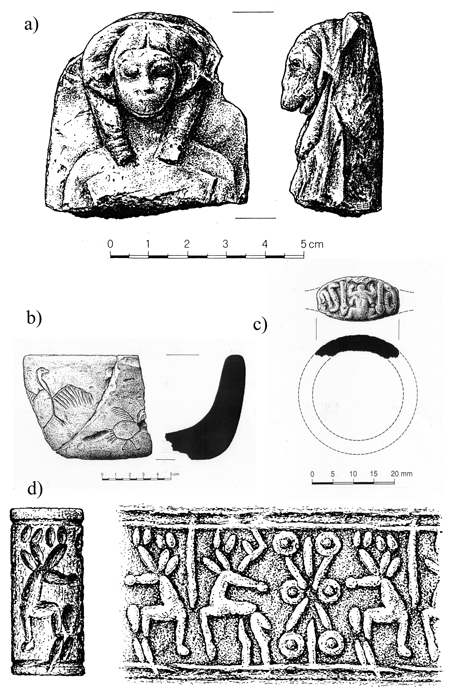
Funde vom Tall Zira'a aus dem Jahr 2007

Mit dem Gadara Region Project liegt seit 2001 der Schwerpunkt der Arbeit auf der Erforschung der Region um Gadara. Der größte Ort des Untersuchungsgebietes ist der Tall Zira'a mit einer mehr als 5000-jährigen Siedlungsgeschichte. Hier wurde 2001 eine Tell-Survey durchgeführt und 2003 mit den ersten Ausgrabungen ein Langzeitprojekt begonnen, das sich noch bis mindestens 2015 erstrecken soll. Seit 2004 ist das Deutsche Evangelische Institut für Altertumswissenschaft des Heiligen Landes Amman Partner des Projektes. Seit 2006 auch das gleichnamige Institut in Jerusalem.
Auf dem Tall Zira'a werden Siedlungen aus über fünf Jahrtausenden ausgegraben. Außerdem werden die bodenkundlichen und landwirtschaftlichen Möglichkeiten, Flora und Fauna, Geologie, Hydrologie, Handelsbeziehungen (Straßen, Infrastruktur) und die strategische Bedeutung des Wadi el-Arab erkundet. Untersucht wird das Wadi el-'Arab (südlich des antiken Gadara) auf einer Größe von 25 km². In diesem Bereich gibt es mehr als 100 prähistorische und antike Fundstätten.
Mit Hilfe der Archäometrie wird geklärt, aus welchen Materialien die auf dem Tall Zira'a gefundenen Artefakte bestehen. Im Vordergrund steht dabei die Erforschung der Zusammensetzung von Keramik aus den verschiedenen Epochen, die Auskunft über deren Herstellungsort und den jeweiligen Stand der (Fertigungs-)Technik gibt. Begleitet wird die Archäometrie von der experimentellen Archäologie, bei der die alten Ofenbautechniken und das Brennen der Keramiken nachgestellt werden.
Bei der geophysikalischen Erkundung des Tall Zira'a wurden das geoelektrische Mapping, die zweidimensionale Tomographie und dreidimensionale tomographische Techniken eingesetzt, um
- archäologische Ausgrabungen im Vorhinein exakt planen und exakte Ausgrabungsstrategien festlegen zu können,
- Erkenntnisse auch über nicht ausgegrabene Bereiche zu gewinnen und
- größere Grabungsflächen für künftige Generationen unzerstört zu erhalten.

## Direktor
Der erste, 1999 eingesetzte Direktor des Biblisch-Archäologischen Instituts ist Dieter Vieweger. Seit November 2005 ist er zugleich Direktor des Deutschen Evangelischen Instituts für Altertumswissenschaft des Heiligen Landes in Jerusalem und Amman.

## Standort

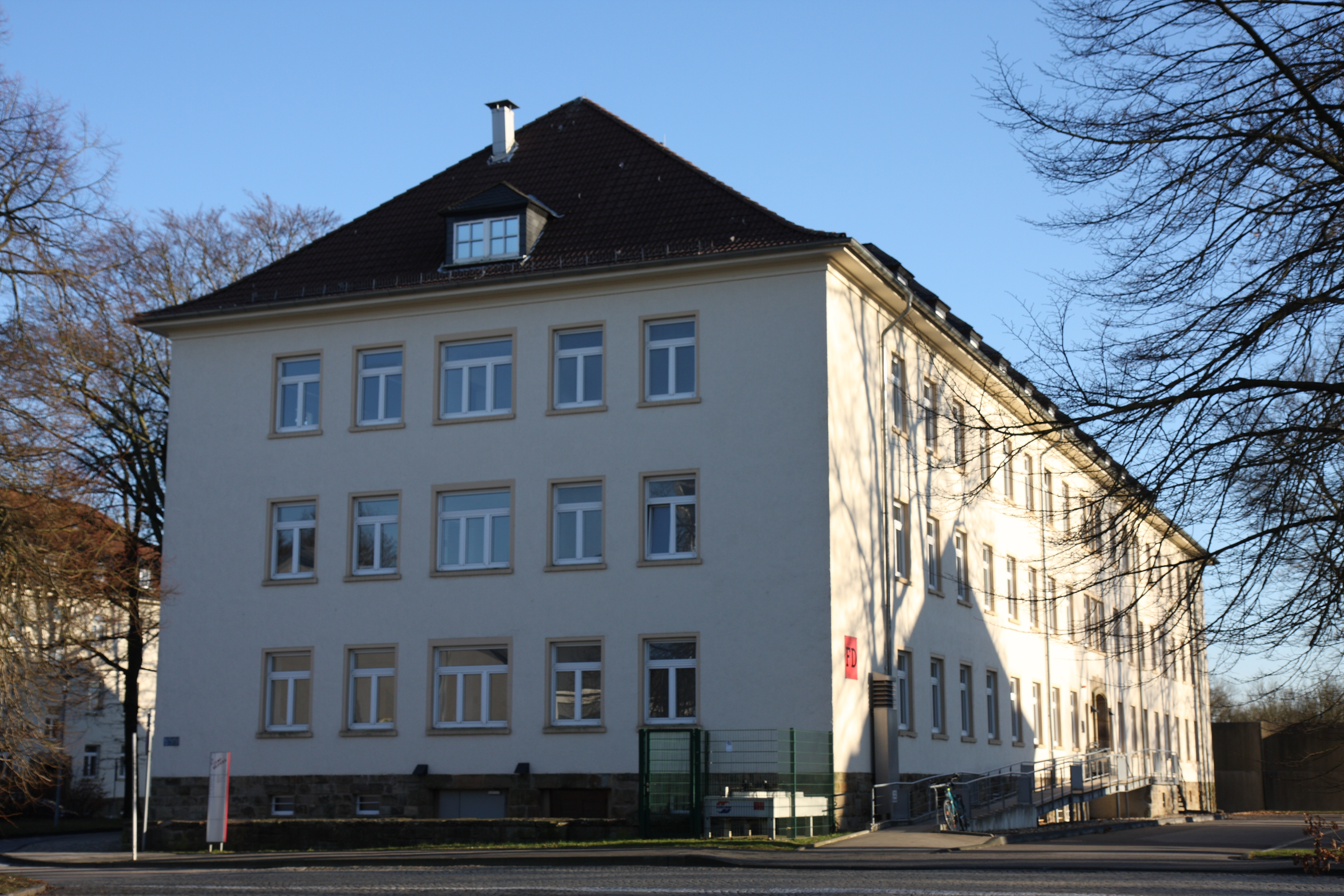
BAI an der Uni Wuppertal 2008

Der Einzug des BAI in die Räume der Bergischen Universität auf dem Campus Freudenberg wurde am 13. Juni 2003 feierlich im Beisein des Rektors der Universität, des Rektors der Kirchlichen Hochschule und von Oberkirchenrat Dembeck (Evangelische Kirche im Rheinland) begangen. Bei der Festveranstaltung mit 350 Gästen im Audimax des Hörsaalzentrums der Universität wurden die Festvorträge von Ricardo Eichmann (Deutsches Archäologisches Institut, Berlin) und Günther Schauerte (Stellv. Generaldirektor der Staatlichen Museen zu Berlin) gehalten.
Das BAI auf dem Campus Freudenberg der Bergischen Universität Wuppertal erreicht man u. a. von der A 1 und A 46 via L 418 oder mit den öffentlichen Verkehrsmitteln vom Hauptbahnhof Wuppertal mit dem Nahverkehrsbus „E“.
Das Institut befindet sich in der dritten Etage des Gebäudes FD.